# René Ehinger
René Ehinger (1923-1988) est un spéléologue français. 
Il est surtout connu pour la tutelle qu'il exerça pendant près de trente ans sur la grotte de Granges-Mathieu à Chenecey-Buillon.

## Biographie
René Ehinger est né en 1923 ; il est décédé accidentellement en mars 1988.

## Activités spéléologiques
Dans le domaine de la spéléologie, il exerça des responsabilités fédérales nationales et locales. Il présida pendant 27 ans le Groupe spéléologique belfortin. Il fut brièvement membre du Conseil fédéral de la Fédération française de spéléologie et moniteur de l'École française de spéléologie.
Il fut également vice-président du comité d'organisation du quatrième congrès national de spéléologie, tenu en 1962 à Belfort-Masevaux. C'est lors de ce congrès que furent jetés les bases de la Fédération française de spéléologie qui fut créée l'année suivante à Millau.
Il exerça pendant près de trente ans une tutelle sur la grotte de Granges-Mathieu à Chenecey-Buillon dans le département du Doubs.

## Sources et références
- « Les grandes figures disparues de la spéléologie française », Spelunca (Spécial Centenaire de la Spéléologie), no 31,‎ juillet-septembre 1988, p. 47
- Delanghe, Damien, Médailles et distinctions honorifiques (document PDF), in : Les Cahiers du CDS no 12, mai 2001.
- Association des anciens responsables de la fédération française de spéléologie : In Memoriam.

1. ↑  État civil sur le fichier des personnes décédées en France depuis 1970